# Revolución (Werbespot)
Revolución (spanisch für ‚Revolution‘) ist ein deutscher Werbespot aus dem Jahr 2008, der für Fahrzeuge der rumänischen Automobil-Marke Dacia warb. Er zeigt eine Gruppe von historischen Persönlichkeiten, die sich revolutionären Bewegungen und Ideen zuordnen lassen, bei ihrem gemeinsamen Leben in einem heruntergekommenen Anwesen. Mit dem Spot sollte der niedrige Preis der Fahrzeuge hervorgehoben werden.

## Inhalt
Es existieren verschiedene Versionen des Spots, eine zweiminütige Langversion und mehrere Kurzversionen. Zu Beginn der Langversion sieht man Fidel Castro auf der Rückbank eines fahrenden Autos sitzen. In der folgenden Einstellung ist er aus dem Auto ausgestiegen und läuft mit skeptischem Blick auf eine heruntergekommene, im Kolonialstil erbaute Hazienda zu, an der eine rote Fahne leicht im Wind weht. Vor dem Haus sieht er Mao Zedong, der den Müll herausbringt. Castro betritt das Anwesen und läuft durch mehrere Räume. Zunächst trifft er auf Lenin, der an einem alten PC das Videospiel Pac-Man spielt. Danach sieht man Mahatma Gandhi, der auf einem Bett liegt, Kartoffelchips isst und fernsieht. Karl Marx ist im Nebenraum auf einem Stuhl eingeschlafen. Auf ihm liegt eine aufgeschlagene Ausgabe des Wirtschaftsmagazins Capital. Rosa Luxemburg spielt gegen Martin Luther King Tischfußball und Ho Chi Minh telefoniert mit einem Handy. Im Außenbereich diskutiert Gandhi mit Che Guevara darüber, wer den Abwasch machen muss. Fidel Castro fragt, ob er bleiben dürfe, worauf Marx antwortet, dass er den Raum mit Gandhi teilen könne. In einer der nächsten Einstellungen sieht man Guevara und Marx auf der Veranda sitzen. Castro fragt Marx, wie es mit dem Reinigen des Hauses aussehe. Marx antwortet ihm, das Anwesen sei nicht das Four Seasons. Danach sieht man eine Nahaufnahme Guevaras, die an das berühmte Foto Guerrillero Heroico erinnert. Auf seine Aussage „It’s time for another revolution“ (deutsch „Es ist Zeit für eine weitere Revolution“) antwortet Marx: „Che, it’s about what people need.“ (Deutsch: „Che, es geht um das, was die Leute brauchen.“) In der folgenden Einstellung, die die drei nachdenklich auf der Veranda zeigt, sieht man, dass Che Guevara eine Coca-Cola-Flasche in der Hand hält. Es folgt ein Schnitt zum beworbenen Produkt. In einer Fußgängerzone steht ein Dacia Logan MCV, der von Passanten begutachtet wird. Auf dem Dach des Autos ist ein überdimensionales Preisschild mit der Aufschrift „8.400 €“  angebracht. Danach ist vor einem weißen Hintergrund der Slogan „Der erste Kombi, den sich jeder leisten kann“ zu sehen, gefolgt von der Typbezeichnung des Autos sowie dem Markenlogo.
In einer 47 Sekunden dauernden Kurzversion wurden einige Szenen herausgeschnitten, darunter alle Dialoge, abgesehen vom letzten zwischen Guevara und Marx. Es wurden aber auch neue Szenen hinzugefügt. So sitzt beispielsweise Ho Chi Minh statt des schlafenden Marx im Stuhl und liest eine Zeitung. In einer anderen, 30 Sekunden langen Version fehlen Mao Zedong und Ho Chi Minh. Diese Version wirbt für den Dacia Sandero mit dem Slogan „Das Auto für alle“.

## Stil
Der Teil des Films, der in der Hacienda spielt, sieht wie eine analoge Schmalfilm-Aufnahme aus. So sind die Bilder unscharf, die Farbintensität, die Helligkeit und der Kontrast schwanken stark. Zudem sind Kratzer, Flecken und die Perforation des Filmmaterials zu sehen. Daneben ist durchgehend das Rattern eines Filmprojektors zu hören. Diese Effekte wurden mit hoher Wahrscheinlichkeit erst in der Postproduktion hinzugefügt, gedreht wurde wohl digital. Durch die wackligen Bilder entsteht zudem der Eindruck, dass der Film mit einer Handkamera gedreht wurde. Die Darstellung des Autos in der Fußgängerzone unterscheidet sich deutlich vom ersten Teil des Films. So ist es ohne erkennbaren Filter oder andere ästhetische Eingriffe gefilmt worden.
Musikalisch untermalt wird der erste Teil des Spots durch melancholische Klavierklänge. Auch fern klingende Trompeten sind zu hören. Beim Einblenden des Werbespruchs wird ein Paukenwirbel eingespielt.

## Produktion
Entworfen wurde der Spot von der Hamburger Werbeagentur Nordpol+, die schon für den mehrfach prämierten Spot Crashtest des Dacia-Mutterkonzerns Renault aus dem Jahr 2005 verantwortlich war. Die Produktion übernahm Markenfilm aus Wedel, Regie führte Markus Walter.

## Bewertung
Che Guevara wurde bereits vorher in der deutschen Werbung verwendet, so etwa 2002 von der Autovermietung Europcar und 2004 vom Automobil-Hersteller Mazda. Dabei wurde Guevara als Symbol des Strebens nach großen Zielen und einer revolutionären Avantgarde eingesetzt. Von diesem positiven Bild unterscheiden sich aus Sicht von Sebastian Baden und Dominik Schrey die im Dacia-Spot dargestellten Personen deutlich. Sie wirkten gelangweilt, apathisch und nicht mehr zeitgemäß.  Außerdem scheinen sie ihre Ideale vergessen oder verraten zu haben. Durch den optischen Kontrast des Fahrzeugs zum Rest des Spots suggeriere der Film, dass Dacia durch den niedrigen Preis eine marktwirtschaftliche Revolution für eine bessere und gleichere Gesellschaft gelungen sei, während die Revolutionäre nur geredet hätten. Dass sich diese Revolution nicht auf die Produktionsbedingungen von Dacia ausgewirkt habe, zeige sich an einer Klage des Unternehmens im Jahr der Veröffentlichung des Spots gegen einen Streik in einer rumänischen Dacia-Fabrik, bei dem es um eine Beteiligung der Arbeiter an dem Verkaufserfolg der Fahrzeuge ging.
Der Wirtschaftswissenschaftler Willi Diez bewertet den Spot positiv. So habe er dazu beigetragen, die Popularität der Marke Dacia in Deutschland zu erhöhen.
Der Verein Help e.V. reichte gegen den Werbespot eine Anzeige wegen Verunglimpfung des Andenkens der Opfer des Kommunismus ein. Die Staatsanwaltschaft Köln stellte die Ermittlungen jedoch ein. Begründet wurde dies unter anderem damit, dass der Werbespot nicht auf die Gewalttaten der gezeigten Personen, sondern deren revolutionäre Haltung anspiele.